# ワルテル・ガルガノ
ワルテル・ガルガノ (Walter Gargano) こと、ワルテル・アレハンドロ・ガルガノ・ゲバラ（Walter Alejandro Gargano Guevara, 1984年7月23日 - ）は、ウルグアイ・パイサンドゥー出身のサッカー選手。ウルグアイ1部リーグ・CAリーベル・プレート所属の元ウルグアイ代表選手。ポジションはミッドフィールダー（センターハーフ）。

## 経歴

### クラブ

#### ダヌービオ
2001年にダヌービオFCの下部組織に入団し、2003年にトップチームに昇格した。翌2004年にプロ・デビューを果たし、同年にウルグアイ・プリメーラ・ディビシオンでトルネオ・アペルトゥーラおよびトルネオ・クラウスーラ優勝を経験した。ダヌービオは同年度のコパ・スダメリカーナのウルグアイ･パラグアイ地区予選に出場、1回戦でCAペニャロールと対戦したが、第1戦を1-2で落とした事もあり、2回戦には進めなかった。
2005年にはコパ・リベルタドーレスとコパ・スダメリカーナに出場。2006-07年度には、プリメーラ・ディビシオンで、アペルトゥーラとクラウスーラの双方で優勝を経験、ペニャロール（同年度クラウスーラ同列1位）とのプレーオフを、PK戦を制して年間チャンピオンとなった。ガルガノはトップチームで計83試合に出場し、リーグ最優秀若手選手として表彰された。

#### ナポリ
2007年7月24日、イタリア・セリエAのSSCナポリへ移籍し5年契約を結んだ。移籍金は320万ユーロ。同年8月15日のコッパ・イタリアの1回戦 (対戦相手: チェゼーナ) でナポリの選手として初出場。試合は4-0でナポリが勝利した。同月26日に行われた開幕節のカリアリ戦でリーグ戦初出場。同年10月20日、第8節のASローマ戦では初得点を挙げた。入団1年目は34試合に出場し、2得点を記録。翌2008-09シーズンはシーズン終盤の練習中に足を骨折した欠場を強いられたものの、26試合に出場。守備的中盤の選手としてチーム内での地位を確立。2009-10シーズンおよび2010-11シーズンは36試合、2011-12シーズンは33試合に出場した。
2010年1月、ナポリとの契約を2015年まで延長した。

#### インテル
2012年8月23日、インテルへのレンタル移籍が発表された。500万ユーロでの買い取りオプション付きでレンタル料は150万ユーロ。28試合に出場しレギュラーを掴んでいた時期もあったが、2013年6月にナポリ時代に不仲も噂されたワルテル・マッツァーリがインテルの指揮官に就任したこともあって、買取オプション行使には至らなかった。

#### パルマFC
2013年9月1日、パルマFCへのレンタル移籍が決定。

#### モンテレイ
2015年7月3日、リーガMX・CFモンテレイに移籍した。移籍金は150万ユーロ。

### 代表
2006年5月21日のリビアとの親善試合で代表デビュー。
2007年にベネズエラで開催されたコパ・アメリカ2007に出場するウルグアイ代表に選出され、準決勝のブラジル戦で75分、ディエゴ・ペレスと交代する形で出場した。3位決定戦のメキシコ戦でも79分に交代出場する機会を得た。ウルグアイ代表は4位の成績で大会を終えた。
2010 FIFAワールドカップのメンバーにも選出され、グループリーグの南アフリカ戦で90分から途中出場し、ワールドカップデビュー。準決勝のオランダ戦ではフル出場を果たした。ドイツとの3位決定戦にも途中出場し、この大会は計3試合に出場した。
2011年5月29日のドイツとの親善試合で代表初得点を挙げた。

## 人物
- 妻はナポリで同僚だったマレク・ハムシークの妹[11]。2010年5月には長男が誕生した[12]。
- 祖先がイタリア出身であるため同国のパスポートも所持している（二重国籍）。

## 所属クラブ
- ダヌービオFC 2001-2007
- SSCナポリ 2007-2015

→ インテルナツィオナーレ・ミラノ 2012-2013 (loan)
→ パルマFC 2013-2014 (loan)
- CFモンテレイ 2015-2017
- CAペニャロール 2017-2023
- CAリーベル・プレート 2023-

## 代表歴

### 出場大会
- ウルグアイ代表
  - 2010 FIFAワールドカップ
  - 2014 FIFAワールドカップ

### 試合数
- 国際Aマッチ 64試合 1得点（2006年-2014年）[13]

| ウルグアイ代表 | 国際Aマッチ | 国際Aマッチ |
| 年             | 出場        | 得点        |
| -------------- | ----------- | ----------- |
| 2006           | 4           | 0           |
| 2007           | 7           | 0           |
| 2008           | 9           | 0           |
| 2009           | 6           | 0           |
| 2010           | 9           | 0           |
| 2011           | 6           | 1           |
| 2012           | 8           | 0           |
| 2013           | 11          | 0           |
| 2014           | 4           | 0           |
| 通算           | 64          | 1           |

## タイトル
ダヌービオFC
- プリメーラ・ディビシオン : 2004, 2007

SSCナポリ
- コッパ・イタリア : 2012
- スーペルコッパ・イタリアーナ : 2014

CAペニャロール
- プリメーラ・ディビシオン : 2018, 2021
- スーペルコパ・ウルグアージャ : 2018, 2022